# Punta Barra
Punta Barra är en udde i Antarktis. Den ligger på King George Island i Sydshetlandsöarna. Argentina, Chile och Storbritannien gör anspråk på området.
Terrängen inåt land är kuperad åt nordost, men åt sydväst är den platt. Havet är nära Punta Barra åt sydväst. Trakten är glest befolkad. Närmaste befolkade plats är Macchu Picchu Station, 19,7 kilometer nordost om Punta Barra.